# Кургузов, Олег Флавьевич
Олег Флавьевич Кургузов (17 декабря 1959 года — 10 марта 2004 года) — российский детский писатель и журналист, редактор. Писал под псевдонимами Олег Оленча, Гело Возугрук (читать наоборот: Олег Кургузов).

## Биография
Родился 17 декабря 1959 года в Подмосковье (поселок Столбовая Чеховского района Московской области). Отец Олега Кургузова — историк, музейный работник, мать — врач. Учился в МГУ на факультете журналистики. После окончания университета в 1983 году работал в газете «Труд», в журнале «Журналист». Печатался в «Литературной газете», в «Московской правде», в «Литературной России» и др. С 1987 по 1989 год работал в правлении Союза журналистов СССР.
Первая публикация писателя Олега Кургузова — три рассказа из цикла «Рассказы маленького мальчика» на полосе «Сатира и юмор» в газете «Московский комсомолец» состоялась в 1985 году благодаря Льву Новожёнову. Рассказы писались с начала 80-х годов на основе дневниковых записей.
В 1989 году вместе с Тимом Собакиным и Андреем Усачёвым основал журнал «Трамвай». В «Трамвае» произведения Олега Кургузова иногда печатались под псевдонимом Олег Оленча. После восстановления журнала "Трамвай" (январь 1993 года) стал одним из его учредителей.
В 1992 году выходит детская газета «Маленькая тележка» — вкладыш к газете «Семья», которую Кургузов придумал и возглавлял как редактор. Также Олег был редактором русской версии журнала «Улица Сезам», работал литературным редактором в журнале «Веселые картинки» и в приложениях к нему «Филя», «Синдбад», «Эскиз», «Трамплин».
В 1995 году вышла книга «По следам Почемучки»: забавные объяснения самых разных явлений природы — продолжение традиций Бориса Житкова.
В 1997 году вышла книга «Солнце на потолке», с подзаголовком «рассказы маленького мальчика». Книга была посвящена маме, Марии Кирилловне Кургузовой. В том же году книга была выдвинута на Почётный диплом Совета по детской книге России; через год Олег Кургузов получил Международную литературную премию имени Януша Корчака «за удачное изображение взаимоотношений между детьми и взрослыми и за искрящийся юмор».
На киностудии «Союзмультфильм» снят мультипликационный фильм в цикле «Веселая карусель» по рассказу «Ух, котище!». Рассказы и сказки печатались в журналах «Веселые картинки», «Мурзилка», «Простокваша», «Простоквашино», «Кукумбер», «Жили-были» и др. Произведения Олега Кургузова переведены на польский, сербский, венгерский, английский, японский языки, включены в школьные учебники для младших классов.
Олег Кургузов умер 10 марта 2004 года в Москве.
В 2009 году, к 50-летию писателя, именем Олега Кургузова была названа библиотека на его малой родине — в поселке Столбовая Московской области.

## Цитаты
«Конечно, писателем я стал благодаря моей мамочке. Но не подумайте, что она пристроила меня по знакомству. К литературе мама не имела никакого отношения, она врач, всю жизнь лечила людей. Но у неё было удивительное природное чувство юмора. Например, мы сидим на кухне, пьём чай. И тут заходит какой-то необычайной походкой наша кошка Капитолина. Мама говорит: „Смотри, театральная пришла!“ А я потом написал рассказ „Кто самый театральный?“, который родился из одной этой фразы».
«У меня в рассказах ребёнок как бы умнее родителей, он немножко подсмеивается над ними. Мама мудрая, а папа такой раздолбай. А ребёнок — взгляд из Вселенной. Взгляд мудрости на всю эту жизнь. Взрослые все-таки много суетятся…»

## Награды
1998 год — Международная литературная премия им. Януша Корчака за книгу «Солнце на потолке»[уточнить].